# Феоктистов, Станислав Александрович
Станислав Александрович Феоктистов (14 января 1965 года — 27 августа 2017) — советский и российский футболист, защитник, полузащитник и нападающий.

## Клубная карьера
Воспитанник кировского «Динамо», за которое играл с 1981 по 1982 год. В 1983 году перешёл в «Геолог». Играл за этот клуб на протяжении 8 лет. В 1992 году перешёл в нижегородский «Локомотив», который на тот момент играл в чемпионате России. 29 марта 1992 года дебютировал в высшем дивизионе, в матче против «Кубани» сыграл весь матч. 26 июня 1993 года забил первый гол в национальном первенстве, в матче против ставропольского «Динамо» забил гол в конце игры. В 1996 году играл за тобольский «Иртыш», в следующем году вернулся в «Локомотив», но больше не сыграл за него ни одного матча. В составе «железнодорожников» вышел в полуфинал Кубка Интертото 1997.
Умер от обширного инфаркта.

## Достижения
Клубная
Вторая лига СССР
- Чемпион: 1986.

Чемпионат РСФСР
- Победитель  (2): 1981, 1986.

Кубок РСФСР
- Обладатель: 1984.